# Gustav Lübcke
Gustav Lübcke (* 24. Oktober 1868 in Hamm; † 29. August 1925 ebenda) war ein deutscher Kaufmann, Kunstsammler und Museumsdirektor.

## Leben
In Hamm besuchte Gustav Lübcke das Gymnasium Hammonense, verließ es aber vor dem Abitur, um eine Buchbinderlehre zu absolvieren. Am 11. Februar 1896 heiratete Gustav Lübcke die Antiquitätenhändlerin Therese Nüsser. Mit der Geschäftsleitung erhielt Gustav Lübcke die Möglichkeiten, seine bereits in Zusammenhang mit dem befreundeten Kunstsammler Laurenz Heinrich Hetjens entstandene eigene Sammlung von Kunstgewerbe systematisch auszubauen. In der Folge wurde er u. a. Kunstsachverständiger für den Landgerichtsbezirk Düsseldorf.
Im Jahr 1913 machte er eine erste Schenkung an das städtische Museum in Hamm und bot schließlich 1916 seine vollständige Sammlung als Leihgabe an. Die Verhandlungen über die Leihgaben führten zu einem Vertrag mit der Stadt Hamm, in der er gegen eine Leibrente für sich und seine Frau seine vollständige Sammlung der Stadt übereignete. Bis zu seinem Tod im Jahr 1925 wirkte Gustav Lübcke in seiner Heimatstadt als Museumsdirektor. Nach seinem Tod erhielt das Museum seinen Namen und heißt seitdem Städtisches Gustav-Lübcke-Museum.
Lübcke war Mitglied der Hammer Freimaurerloge Zum hellen Licht.